# Juan Fernández Latorre
Juan Fernández Latorre (La Coruña, 8 de octubre de 1849-14 de marzo de 1912) fue un político español.

## Biografía

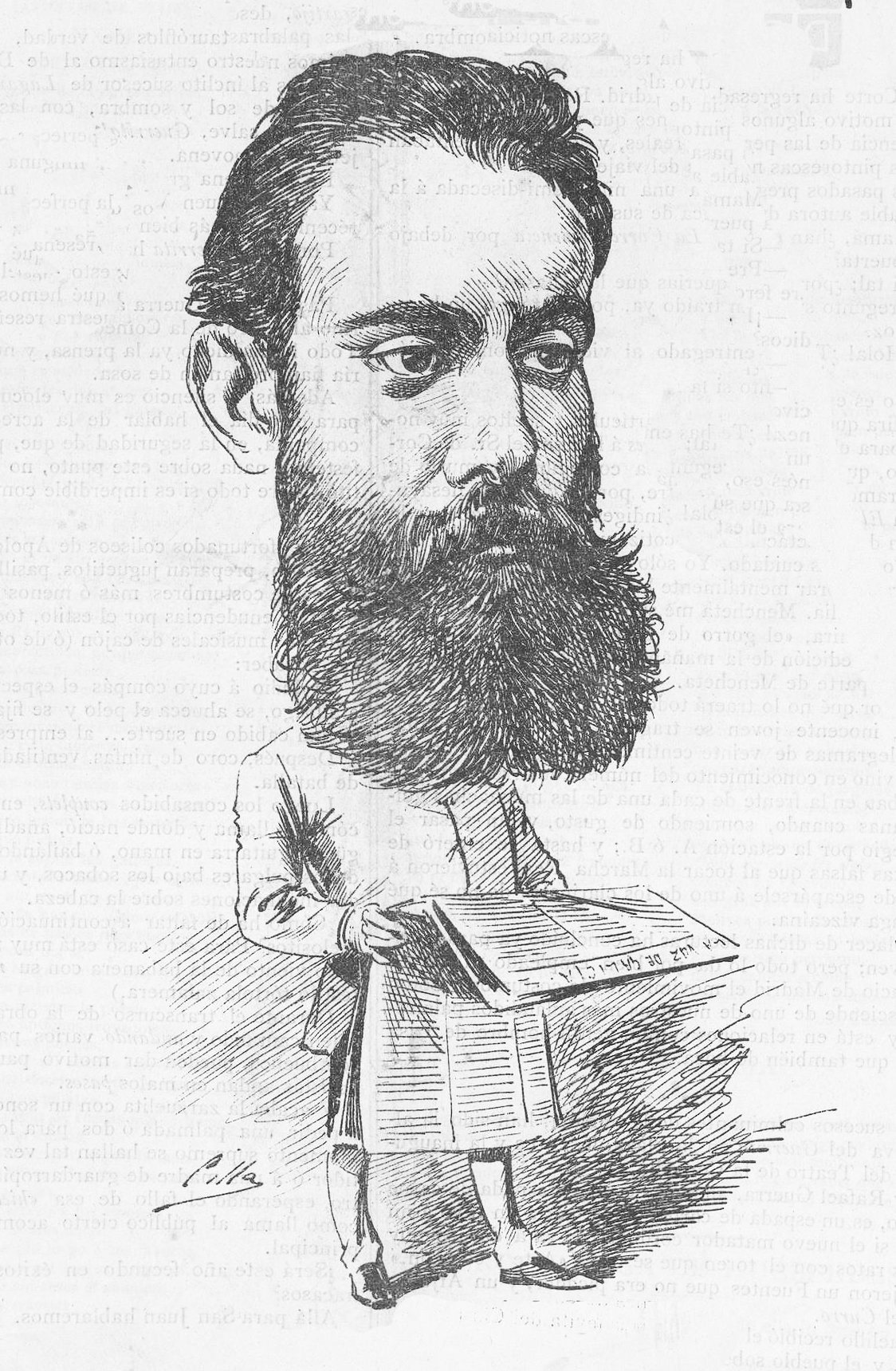
Caricaturizado por Cilla (Madrid Cómico, 1887)

Nació en la ciudad gallega de La Coruña el 8 de octubre de 1849. Ingresó en el Ejército, donde llegó a sargento de artillería y participó en la rebelión del cuartel de San Gil en junio de 1866. En 1869 redactó una proclama, que le supuso ser condenado a muerte, pena que le fue conmutada por la de cadena perpetua. Huyó a Francia de donde regresó con ocasión de la amnistía de 1870.
Fue secretario del Ayuntamiento de Granollers y diputado a Cortes en la primera República. Con el golpe del general Manuel Pavía, Latorre se exilió de nuevo a Francia. Ante la convocatoria de elecciones en 1879, resurgió el movimiento republicano y se formó, entre otros el Partido Demócrata Progresista.
Antonio Prieto Puga, José Manuel Martínez Pérez y Juan Fernández Latorre, mediante escritura privada, fundaron La Voz de Galicia en 1882. En 1885, se disolvió la sociedad fundacional y Fernández Latorre se convirtió en propietario único del diario.
En las elecciones legislativas de 1891 obtuvo acta de diputado republicano por Ortigueira (La Coruña). En 1910 consiguió escaño por La Coruña. Además de diputado a Cortes, también fue subsecretario de la Gobernación en 1905 y en 1910.
En 1911 fue nombrado gobernador civil de Madrid, cargo que desempeñó hasta el día de su muerte el 14 de marzo de 1912.